# Circuit Paalgraven
Het Circuit Paalgraven, voormalig bekend onder de namen Circuit de Graafse baan en Circuit Vorstengrafdonk, is een wegcircuit op het industrieterrein Vorstengrafdonk vlak bij Oss. Het circuit is sinds 2004 in gebruik. Het ligt ook vlak bij het Circuit Park Berghem, een kartbaan waar ook brommerraces gehouden worden. Het circuit is ondanks dat het geen permanent circuit is toch deels gebouwd op gebruik voor motorraces. Het asfalt bijvoorbeeld is hetzelfde als het asfalt gebruikt voor het TT-Circuit Assen. Ook heeft het circuit een aantal chicanes (gehad) waaronder een permanente. Deze wordt tegenwoordig niet gebruikt omdat deze origineel aan het eind van dat rechte eind lag maar het circuit tegenwoordig uit veiligheidsoverweging in tegenovergestelde richting verreden wordt waardoor de chicane nutteloos is geworden. Het circuit onderging vrijwel elk jaar een aanpassing hoewel het sinds 2007 steeds stabieler is geworden qua verandering. Samen met de Varsselring is het Circuit Paalgraven één uit slechts twee wegcircuits nog in gebruik dezer dagen in Nederland, onder andere voor het International Road Racing Championship.

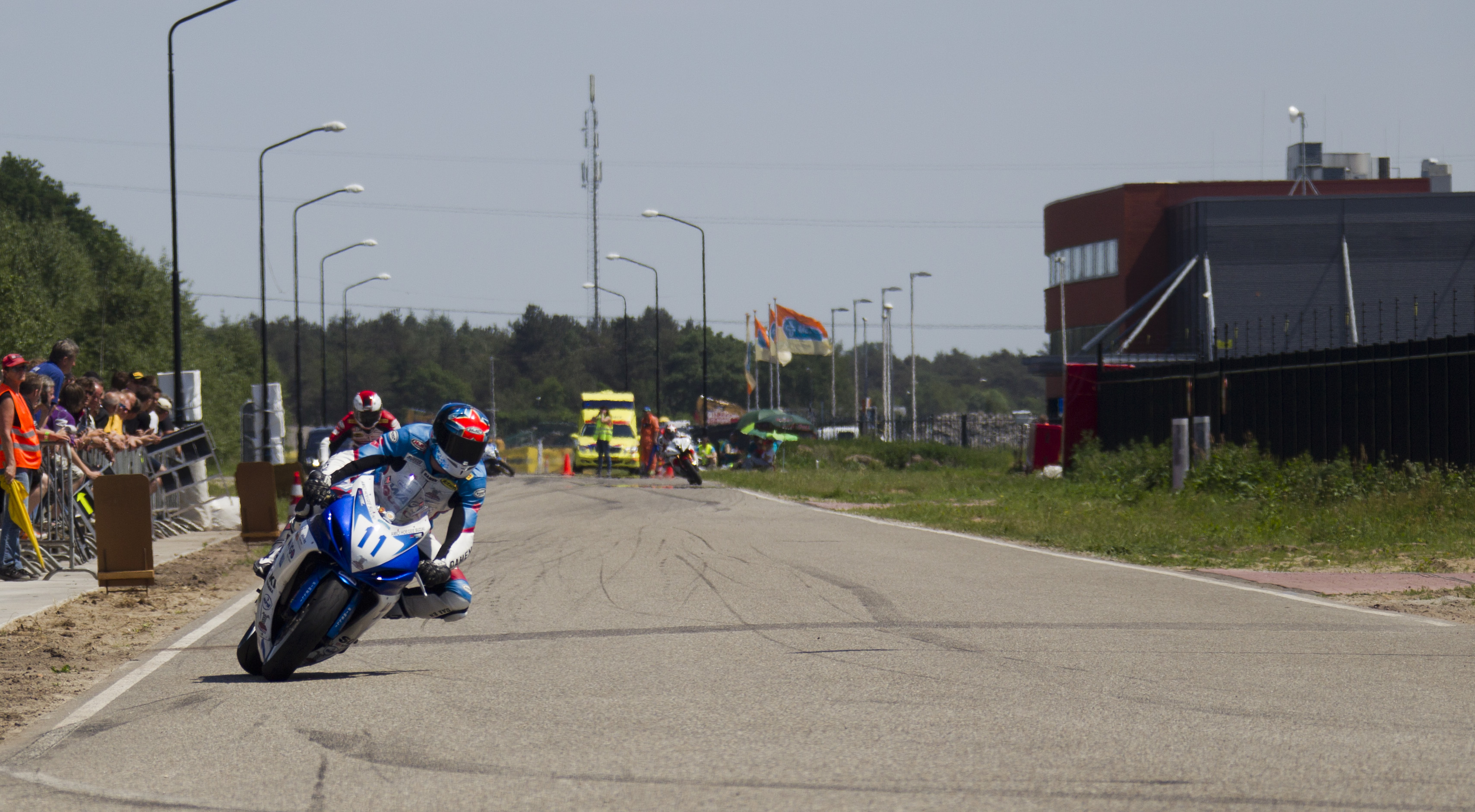
Pinksterraces 2012
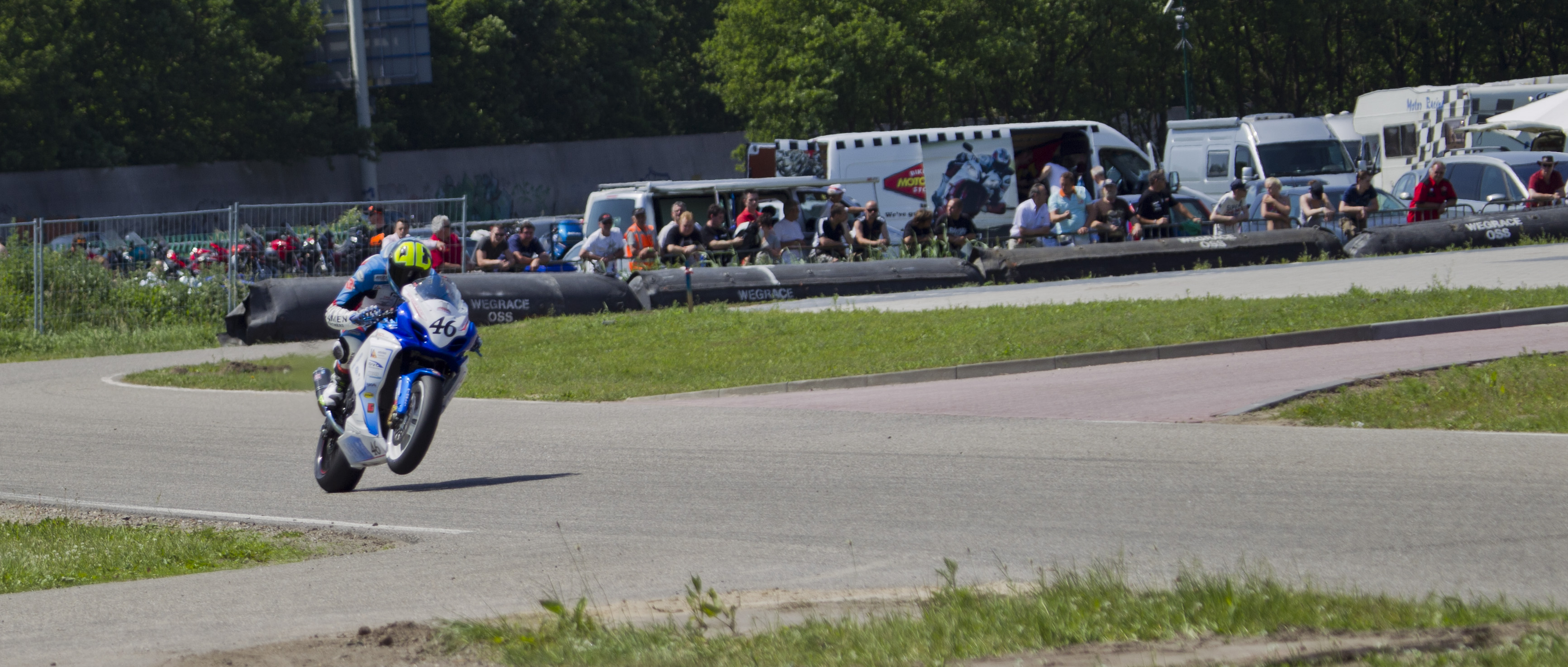
Pinksterraces 2012

## Voormalige stratencircuits in Oss
- Circuit Moleneind (1967-1968)
- Circuit Maashaven (1969-1975)
- Circuit Elzenburg (1994-2003)